# مرسيدس كارفاخال دي أروشا
مرسيدس كارفاخال دي أروشا (8 نوفمبر 1902 - 31 أغسطس 1994)كاتبة وسياسية ودبلوماسية ترينيدادية وفنزويلية. كانت أول امرأة عضوة في الأكاديمية الفنزويلية للغة وفي مجلس الشيوخ الفنزويلي.

## الحياة
ولدت كارفاخال في جزيرة ترينيداد عام 1902 في بورت أوف سبين. أخذت اسم لوسيلا بالاسيوس. اختارت اسم لوسيلا تكريما للشاعرة التشيلية غابرييلا ميسترال واسمها الأول الحقيقي لوسيلا. تم أخذ لقبها الجديد من كونسبسيون بالاسيوس من والدة سيمون بوليفار. تزوجت من كارلوس أروشا ولديهما أربعة أطفال.
بدأت الكتابة عام 1931، وفي عام 1947 كانت نائبة في المجلس الوطني التأسيسي. من 1948 إلى 1952 كانت عضوا في مجلس الشيوخ. خلال هذا الوقت تعرضت للاغتصاب. اشتهرت بالدفاع عن حقوق المرأة والطفل.
كتبت القصص القصيرة والقصائد والروايات باللغة الإسبانية. فازت بعدد من الجوائز المرموقة وكانت أول امرأة عضوة في الأكاديمية الفنزويلية للغة مهتمة باللغة الإسبانية الفنزويلية.
في عام 1963 أصبحت سفيرة بلدها في أوروغواي.
توفيت كارفاخال في كاراكاس عام 1994.

## الميراث
تمت دراسة رواياتها ونشرها تحت عنوان «الروايات السياسية للوسيلا بالاسيوس ومارتا لينش».